# Єсьоново (Західнопоморське воєводство)
Єсьоново (пол. Jesionowo, нім. Schönow) — село в Польщі, у гміні Пшелевиці Пижицького повіту Західнопоморського воєводства.
Населення — 564 особи (2011).
У 1975-1998 роках село належало до Щецинського воєводства.

## Демографія
Демографічна структура станом на 31 березня 2011 року:
|          | Загалом | Допрацездатний вік | Працездатний вік | Постпрацездатний вік |
| -------- | ------- | ------------------ | ---------------- | -------------------- |
| Чоловіки | 295     | 62                 | 208              | 25                   |
| Жінки    | 269     | 60                 | 157              | 52                   |
| Разом    | 564     | 122                | 365              | 77                   |